# Steven Wilson
Steven John Wilson (født 3. november 1967) er en britisk musiker bedst kendt for at være grundlægger, guitarist, sangskriver og forsanger for den progressive rockgruppe Porcupine Tree.
Ud over sidstnævnte har han været involveret i flere andre projekter, deriblandt producer for Opeth, No-Man og Blackfield.
Steven Wilson er særligt kendt for sin unikke sammensmeltning af flere genrer, der giver Porcupine Tree en meget speciel og karakteristisk lyd.
Derudover eksperimenterer han ofte med nye musikalske elementer, der i høj grad gør pladerne forskellige fra hinanden. Porcupine Tree henter dermed inspiration fra både psykedelisk rock, space rock, pop, jazz, progressiv rock, alternativ rock, metal og eksperimental rock. Gennem årene er Porcupine Trees lyd generelt blevet tungere.
26. november 2008 udgav Steven Wilson sit første solo-album "Insurgents".